# Дозорное (Черноморский район)
Дозо́рное (до 1945 года Ак-Коджа́; укр. Дозорне, крымскотат. Aq Qoca, Акъ Къоджа) — село в Черноморском районе Крыма, входит в состав Кировского сельского поселения (согласно административно-территориальному делению Украины — Кировского сельсовета Автономной Республики Крым).

## Население
| 2001 | 2014 |
| ---- | ---- |
| 354  | ↘189 |

Всеукраинская перепись 2001 года показала следующее распределение по носителям языка
| Язык             | Процент |
| ---------------- | ------- |
| русский          | 55.93   |
| украинский       | 24.01   |
| крымскотатарский | 24.01   |
| другие           | 0.56    |

### Динамика численности
| - 1806 год — 142 чел. - 1864 год — 39 чел. - 1889 год — 99 чел. - 1892 год — 38 чел. - 1900 год — 122 чел. - 1915 год — 133/44 чел. | - 1926 год — 124 чел. - 1939 год — 99 чел. - 1989 год — 380 чел. - 2001 год — 354 чел. - 2009 год — 227 чел. - 2014 год — 189 чел. |

## География
Дозорное — село на востоке района, на восточном склоне Тарханкутской возвышенности, высота центра села над уровнем моря — 46 м. Ближайшие населённые пункты — Кировское в 3 км на север и Новоивановка в 5,8 км на юг. Расстояние до райцентра около 34 километров (по шоссе), ближайшая железнодорожная станция — Евпатория — примерно в 44 километрах. Транспортное сообщение осуществляется от шоссе 35К-013 Черноморское — Евпатория и 35К-012 Черноморское — Воинка по региональной автодороге 35Н-602 Далёкое — Знаменское (по украинской классификации — С-0-11701).

## Современное состояние
На 2016 год в Дозорном числится 4 улицы; на 2009 год, по данным сельсовета, село занимало площадь 48,3 гектара, на которой в 126 дворах числилось 227 жителей. Действуют библиотека-филиал № 17, сельский клуб, фельдшерско-акушерский пункт. Село связано автобусным сообщением с райцентром, Евпаторией, Симферополем и соседними населёнными пунктами.

## История
Первое документальное упоминание села встречается в Камеральном Описании Крыма… 1784 года, судя по которому, в последний период Крымского ханства Ак Ходжи входил в Шейхелский кадылык Козловского каймаканства. После присоединения Крыма к России (8) 19 апреля 1783 года, (8) 19 февраля 1784 года, именным указом Екатерины II сенату, на территории бывшего Крымского ханства была образована Таврическая область и деревня была приписана к Евпаторийскому уезду. После павловских реформ, с 1796 по 1802 год входила в Акмечетский уезд Новороссийской губернии. По новому административному делению, после создания 8 (20) октября 1802 года Таврической губернии, Ак-Коджа был включён в состав Яшпетской волости Евпаторийского уезда.
По Ведомости о волостях и селениях, в Евпаторийском уезде с показанием числа дворов и душ… от 19 апреля 1806 года, в деревне Ак-коджай числилось 17 дворов, 140 крымских татар и 2-е ясыров. На военно-топографической карте генерал-майора Мухина 1817 года деревня Акчора обозначена с 30 дворами. После реформы волостного деления 1829 года Агоджа, согласно «Ведомости о казённых волостях Таврической губернии 1829 года», остался в составе Яшпетской волости. На карте 1836 года в деревне 10 дворов. Затем, видимо, вследствие эмиграции крымских татар в Турцию, деревня заметно опустела и на карте 1842 года Ак-Коджа обозначена условным знаком «малая деревня», то есть, менее 5 дворов.
В 1860-х годах, после земской реформы Александра II, деревню приписали к Курман-Аджинской волости. Согласно «Памятной книжке Таврической губернии за 1867 год», деревня Агоджа была покинута, в результате эмиграции крымских татар, особенно массовой после Крымской войны 1853—1856 годов, в Турцию и стояла без новых поселенцев. Но в «Списке населённых мест Таврической губернии по сведениям 1864 года», составленном по результатам VIII ревизии 1864 года, Агоджа — владельческая татарская деревня, с 6 дворами, 39 жителями и мечетью при колодцах. По обследованиям профессора А. Н. Козловского 1867 года, вода в колодцах деревни была пресная, а их глубина колебалась от 42 до 30 саженей (42—64 м). На трехверстовой карте Шуберта 1865—1876 года в деревне Ак-Коджа обозначены те же 6 дворов. В «Памятной книге Таврической губернии 1889 года», по результатам Х ревизии 1887 года, в деревне Ак-Коджа числилось уже 17 дворов и 99 жителей. Согласно «…Памятной книжке Таврической губернии на 1892 год», в деревне Аюджа, входившей в Киркулачский участок, было 38 жителей в 6 домохозяйствах.
Земская реформа 1890-х годов в Евпаторийском уезде прошла после 1892 года, в результате Аккоджу, вместе с разорённой деревней Джанке, приписали к Донузлавской волости.
По «…Памятной книжке Таврической губернии на 1900 год» в деревне Акоджа (вместе с Джанке) числилось 122 жителя в 14 дворах. По Статистическому справочнику Таврической губернии. Ч.II-я. Статистический очерк, выпуск пятый Евпаторийский уезд, 1915 год, в деревне Ак-Коджа (оно же Джанке) Донузлавской волости Евпаторийского уезда числилось 29 дворов с татарским населением (все дворы с землёй) в количестве 133 человек приписного населения и 44 — «постороннего», из которых 102 мужчины и 65 женщин. Жители владели 949 десятинами удобной земли. В хозяйствах имелось 60 лошадей, 76 волов, 38 коров и 750 голов мелкого скота.
После установления в Крыму Советской власти, по постановлению Крымревкома от 8 января 1921 года № 206 «Об изменении административных границ» была упразднена волостная система и образован Евпаторийский уезд, в котором создан Ак-Мечетский район и село вошло в его состав, а в 1922 году уезды получили название округов. 11 октября 1923 года, согласно постановлению ВЦИК, в административное деление Крымской АССР были внесены изменения, в результате которых округа были отменены, Ак-Мечетский район упразднён и село вошло в состав Евпаторийского района. Согласно Списку населённых пунктов Крымской АССР по Всесоюзной переписи 17 декабря 1926 года, село Ак-Коджа татарский, с 26 дворами и населением 124 человека, все татары, входило в состав Ак-Коджинского сельсовета Евпаторийского района. Согласно постановлению КрымЦИКа от 30 октября 1930 года «О реорганизации сети районов Крымской АССР», был восстановлен Ак-Мечетский район (по другим данным 15 сентября 1931 года) и село вновь включили в его состав. По данным всесоюзная перепись населения 1939 года в селе проживало 99 человек.
В 1944 году, после освобождения Крыма от фашистов, согласно Постановлению ГКО № 5859 от 11 мая 1944 года, 18 мая крымские татары были депортированы в Среднюю Азию. Указом Президиума Верховного Совета РСФСР от 21 августа 1945 года Ак-Коджа была переименована в Дозорное и Ак-Коджинский сельсовет — в Дозорновский. С 25 июня 1946 года Дозорное в составе Крымской области РСФСР. 26 апреля 1954 года Крымская область была передана из состава РСФСР в состав УССР. С начала 1950-х годов, в ходе второй волны переселения (в свете постановления № ГОКО-6372с «О переселении колхозников в районы Крыма»), в Черноморский район приезжали переселенцы из различных областей Украины. Время упразднения сельсовета и включения в состав Кировского пока не установлено: на 15 июня 1960 года село уже числилось в его составе. По данным переписи 1989 года в селе проживало 380 человек. С 12 февраля 1991 года село в восстановленной Крымской АССР, 26 февраля 1992 года переименованной в Автономную Республику Крым. С 21 марта 2014 года в составе Крыма аннексировано Россией.